# ポーター (小惑星)
ポーター (1636 Porter) は、小惑星帯に位置する小惑星である。カール・ラインムートがハイデルベルクのケーニッヒシュトゥール天文台で発見した。
シンシナティ天文台のジャーメイン・ギルダースリーヴ・ポーター（1852-1933）と王立航海暦局、英国天文協会計算部門のジョン・ガイ・ポーター（1900-1981）に因んで命名された。二人の「J. G. ポーター」のうち、前者は小惑星や彗星の観測、後者はそれらの軌道計算などで活躍した。